# Muppet Babies
Muppet Babies é uma série de desenhos animados estadunidense, originalmente transmitida pela CBS em 1984. A série estreou oficialmente nos Estados Unidos às 11:00 da manhã em 15 de setembro de 1984, no canal CBS. No Brasil, o desenho foi exibido no SBT entre os anos de 1987 e 1997, dentro dos programas Show Maravilha, Sessão Desenho e Bom Dia e Cia. Foi exibido também no Discovery Kids, entre 1998 e 2001. Sua dublagem fora realizada no extinto estúdio Herbert Richers.

## História
O programa Muppet Babies de Jim Henson é uma série de desenhos animados americana exibida entre 1984 e 1991, na CBS, repetida depois entre 1992 e 1999.
Era vagamente inspirada numa cena do filme The Muppets Take Manhattan onde a Miss Piggy imagina como seria se ela e Kermit the Frog tivessem crescido juntos. A série retrata versões infantis dos Muppets que vivem juntos num grande berçário, sob os cuidados de uma babá (nunca se chega a saber o que aconteceu com seus pais). A Babá aparece em quase todos os episódios, mas o seu rosto nunca é mostrado. Em vez disto, a personagem é vista da perspectiva dos bebês, com a sua saia cor-de-rosa e as suas características meias listradas com verde e branco.
A série Muppet Babies foi produzida pela The Jim Henson Company e pela Marvel Productions, e teve produção adicional pela Toei Animation. Depois dos filhos de Jim Henson terem vendido os direitos dos personagens para a Walt Disney Pictures. Embora os episódios durassem 30 minutos (publicidade incluída), a série foi apresentada em blocos de 60 e mesmo 90 minutos durante a sua época de maior popularidade. Fora dos Estados Unidos, o programa foi distribuído pela Walt Disney Television Animation.
Em 2016, foi anunciado um reboot produzido para o canal Disney Junior, lançado em 2018.

## Personagens
Na série participavam as seguintes personagens do The Muppet Show e dos filmes que se lhe seguiram: Kermit the Frog, Miss Piggy, Fozzie, Animal, Scooter, Rowlf, Gonzo, Dr. Bunsen Honeydew e Beaker. A personagem Camilla também aparecia, sob a forma de galinha de peluche do Gonzo. O sobrinho do Cocas, Robin, apareceu em vários episódios como um girino num aquário, e a Janice apareceu como Jovem Janice (embora fosse um pouco mais velha e já soubesse ler) num único episódio.
Uma personagem interessante que foi introduzida nos Muppet Babies foi Skeeter, a irmã gémea de Scooter, que só aparece nesta série e que nunca foi um Muppet real. Isto aconteceu porque os produtores do programa queriam mais uma figura feminina no elenco (embora pudessem ter usadoJanice para o efeito). Apesar disso, a voz de Skeeter foi sempre feita por atores do sexo masculino (primeiro Howie Mandel e depois Frank Welker), tal como acontecia com quase todas as restantes personagens femininas dos Muppets nos seus programas (Frank Oz fazia a voz de Miss Piggy, Richard Hunt a voz de Janice e Jerry Nelson a de Camilla).
Bean Bunny, um Muppet que se juntou ao elenco dos Muppets em 1989, no programa de televisão The Jim Henson Hour (antes tinha já aparecido no especial de 1986 The Tale of the Bunny Picnic) foi acrescentado à série, como mais um bebê, na última temporada de Muppet Babies. Statler e Waldorf tiveram participações esporádicas, como adultos.
O personagem do bebê Gonzo é vista como algo ambíguo, senão enigmática, por muitos espectadores que se questionam a respeito da sua natureza. Embora seja normalmente classificado como um "qualquer coisa", as personagens da série referem-se ao Gonzo como sendo um esquisitão, seja isso algum tipo de criatura ou somente uma característica do seu comportamento (o filme Muppets from Space aprofunda este tema). Num episódio, Gonzo acredita, temporariamente, que é um tamanduá. A literatura existente sobre os Marretas é omissa neste assunto, na sua generalidade.
Os rostos dos personagens adultos nunca eram mostrados, a não ser os dos atores que apareciam nos excertos de filmes e os dos Tios Statler e Waldorf, ambos Muppets originais. Uma exceção a esta regra dá-se quando os bebês têm de vencer o seu medo de ir à caverna, numa demanda pelo bebê Animal, que eles acreditam ser o Templo Perdido. Tal como na maior parte das situações imaginadas a partir de filmes, excertos do filme Indiana Jones e o Templo Perdido foram intercalados com a animação. Aqui, um Mola Ram animado mostra a sua cara quando diz aos bebês que os prendeu num beco sem saída. Uma segunda exepção dá-se quando a irmã da babá a vem visitar e a sua cara é mostrada no final.
O bebe Animal foi o único cujo aspecto foi alterado. O Animal original tinha pestanas pretas e grossas a toda a volta dos olhos e a sua cara estava sempre a mudar de cor nas duas primeiras temporadas – primeiro vermelha, depois cor de rosa. Nessa altura era Howie Mandel quem lhe emprestava a voz. As pestanas do novo Animal ficaram mais finas e passaram a estar só na parte de cima dos seus olhos e a voz era feita por Dave Coulier. Este Animal tinha sempre uma cara cor de rosa.

## Resumo
Os bebês tinham uma imaginação muito ativa e embarcavam frequentemente em aventuras em mundos imaginários e situações perigosa de onde eram eventualmente salvos quando uma qualquer eventualidade exterior à história – muitas vezes o aparecimento da Babá que vinha indagar o motivo de tanto barulho – os trazia de volta à realidade, mostrando que, por exemplo, uma lula gigante que os tinha presos nos seus tentáculos era, na verdade, a extremidade inferior de uma cortina.

## Música
Aproximadamente 100 das músicas foram escritas em conjunto por Alan O'Day e Janis Liebhart. O'Day é um músico conhecido por sucessos dos anos 1970 como "Angie Baby" (cantado por Helen Reddy e "Undercover Angel".

## Paródias de filmes
Enquanto série de desenhos animados, Muppet Babies tinha a particularidade de incorporar cenas de filmes antigos e, ocasionalmente, parodiar personagens de ficção e filmes de Hollywood, tais como A Guerra das Estrelas, Indiana Jones, King Kong, Batman, Caça Fantasmas, De Volta para o Futuro, Os Três Patetas, Beetlejuice e programas de televisão como Family Feud e Barney & Seus Amigos.

## Piadas recorrentes
Uma piada recorrente da série implicava um dos bebês, geralmente Gonzo, abria a porta do armário em busca de alguma coisa, ou olhar através de um túnel escuro, ou algo do gênero, para, no final, se deparar com uma cena de um qualquer filme onde algo assustador ou inesperado (tal como um enorme monstro rugindo ou então um trem descontrolado) estava atrás de uma porta ou no fundo do túnel. O nariz do Gonzo também fazia um ruído estranho sempre que alguém, geralmente a Miss Piggy, o apertava (o Gonzo normalmente reagia de forma terna ao doloroso apertão, com comentários como "Oooohh! Tocou meu nariz! Acho que está apaixonada!"). Outra piada recorrente envolvia o aspirante a comediante, Fozzie, a tentar contar piadas a uma audiência (imaginária) que o vaiava e lhe atirava tomates. Uma vez por outra ele conseguia que lhe atirassem outro tipo de comida se contasse uma piada sobre comida. Acontecia, por exemplo, quando contava piadas sobre ovos e lhe atiravam ovos em vez de tomates. Aquela que é, provavelmente, a piada recorrente mais conhecida desta série é o pequeno clip que passava depois dos créditos finais e onde o bebê Animal aparecia (normalmente num cenário relacionado com o tema do episódio) e dizia "Go bye-bye!", normalmente depois de chatear o Gonzo de alguma forma. Algo que contradiz o que é, geralmente, considerado um clichê dos Muppets, é uma referência aos Muppets "reais" que é feita num episódio onde Kermit deseja que todos os seus amigos permanecessem juntos e entrassem para o mundo do espetáculo, que foi o que fizeram no The Muppet Movie (embora o excerto que acompanhou esta cena fosse, na verdade, uma cena de The Great Muppet Caper, e o filme em que esta série se baseia, The Muppets Take Manhattan fosse também sobre os Muppets ficarem juntos até adultos e onde tentavam vender um musical da Broadway. Versões adultas e "reais" de Kermit, Dr. Teeth e Oscar the Grouch (embora, à parte do Kermit, nunca tenha havido versões infantis das personagens da Vila Sésamo na série) apareceram em excertos de filmes.

## Outras participações
O bebê Kermit, a bebê Piggy e o bebê Gonzo tiveram pequenas participações no especial de televisão para a prevenção das drogas (mais tarde lançado para home video) Cartoon All-Stars to the Rescue. Uma versão "real" das personagens apareceu também no filme A Muppets Family Christmas. Esta cena foi, no entanto, retirada da versão editada para home video por motivos de direitos autorais (eles cantavam a música "Santa Claus Is Coming to Town").

## Precursores de Modas
Um dos aspectos mais notáveis desta série é que lançou a moda do lançamento de versões infantis de personagens conhecidas do público. Esta tendência verifica-se na Disney, na Looney Tunes, no Scooby Doo, nos Flintstones, e muitos outros.

## Vozes
- Greg Berg: Baby Fozzie Bear, Baby Scooter
- Dave Coulier (1984–1991): Baby Animal, Baby Bunsen Honeydew, Baby Bean Bunny, Baby Janice, Tios Statler and Waldorf, e Camilla (Muppet) (ocasionalmente)
- Katie Leigh: Baby Rowlf the Dog
- Howie Mandel (1984–1991): Baby Skeeter, Baby Animal, Baby Bunsen Honeydew
- Laurie O'Brien: Baby Piggy
- Russi Taylor: Baby Gonzo the Great, Baby Robin the Frog and Camilla (Muppet) (occasionally)
- Frank Welker: Baby Kermit the Frog, Baby Skeeter (1994–1999), Baby Beaker and Camilla (Muppet)
- Barbara Billingsley: Nanny